# ماکسیمیلیان دالهوف
ماکسیمیلیان دالهوف (انگلیسی: Maximilian Dahlhoff؛ زادهٔ ۲۹ نوامبر ۱۹۹۲) بازیکن فوتبال اهل آلمان است.
از باشگاه‌هایی که در آن بازی کرده‌است می‌توان به باشگاه فوتبال روت وایس اهلن اشاره کرد.